# Люсиен Шевалас
Люсиен Шевалас е швейцарско-български ландшафтен архитект, общински градинар на Пловдив.

## Биография
Роден е на 26 август 1840 г. в Обон, кантон Во, Швейцария. Той е деветото от единадесет деца в семейството. Завършва Лесовъдния институт в Париж. Специализирана в декоративно градинарство и парково строителство. В продължение на пет години е един от водещите придворни градинари на френския император Наполеон III. След това се установява в Бразилия, където внася европейските традиции в планирането на парковете. Изследва местните растителни видове и получава задълбочени познания за богатата флора на Амазония. Около 1875 г. пристига в Цариград, където постъпва като придворен градинар на султан Абдул Азиз.
По покана на княз Александър Богориди – генерал-губернатор на Източна Румелия, Шевалас пристига в Пловдив като княжески градинар през 1879 г. Създава „Княжеската градина“, „Цар-Симеоновата градина“, „Пепиниерата“, залесява хълмовете Бунарджика и Сахат тепе. По негов проекти с личното му участие са изградени и първите разсадници в София, Варна, Велико Търново и Кричим. През 1893 г. създава първата градина в Хисаря край днешната баня Топлица.
От 1901 г. е обявен за почетен гражданин на Пловдив. Почива на 22 октомври 1921 г. и погребан с почести в католическите гробища в Пловдив.